# Sarit Hadad
Sarit Hadad (em hebraico:  שרית חדד) (Afula, Israel , 20 de setembro de 1978), nome artístico de Sara Hodadtov, é uma cantora israelense.

## Formação Familiar
Sarit nasceu em uma família tradicional de judeus das montanhas do Azerbaijão, sendo a mais jovem de oito filhos, entre quatro meninas e quatro meninos.

## Carreira musical
Sarit começou a atuar aos oito anos de idade. Ela tocava piano em um clube local sem o conhecimento de seus pais. Além do piano clássico, ela aprendeu a tocar órgão, guitarra, acordeão e um tambor do Oriente Médio conhecido como o darbuka. Aos 15 anos Sarit se juntou à Hadera Youth Band. Aos 16 anos ela foi descoberta por Avi Gueta, quem decidiu a lançar como cantora no cenário musical israelense, sendo seu empresário.
A carreira de Sarit como cantora pop foi um grande sucesso, com muitas de suas canções no topo das paradas de Israel, sendo selecionada para representar Israel no Festival Eurovisão da Canção no ano de 2002. A canção Nadlik Beyakhad Ner (em hebraico:  נדליק ביחד נר - Acenda Uma Vela) ficou em 12º lugar.
Em 2004 ela colaborou com David D'Or na gravação do DVD "Pets in Tunes".
Em dezembro de 2006 Sarit atraiu multidões em Nova York, Miami e Los Angeles com a sua turnê "Cante com Sarit". Em julho de 2007 Madonna revelou que é fã de Sarit, e gosta de ouvir a sua música ao jantar em um restaurante casher perto de sua casa. A repercussão dessa declaração foi tão grande que ela foi apelidada de "A Madonna de Israel" por também ser loira, famosa e cantora pop. Sarit ficou agradecida pelo reconhecimento, mas nota-se que ficou um pouco chateada com a comparação ao gravar a canção Ani Lo Madona (Eu Não Sou a Madonna).
Por ser judia, Sarit não faz apresentações no Shabat e feriados judaicos.

## CDs Gravados

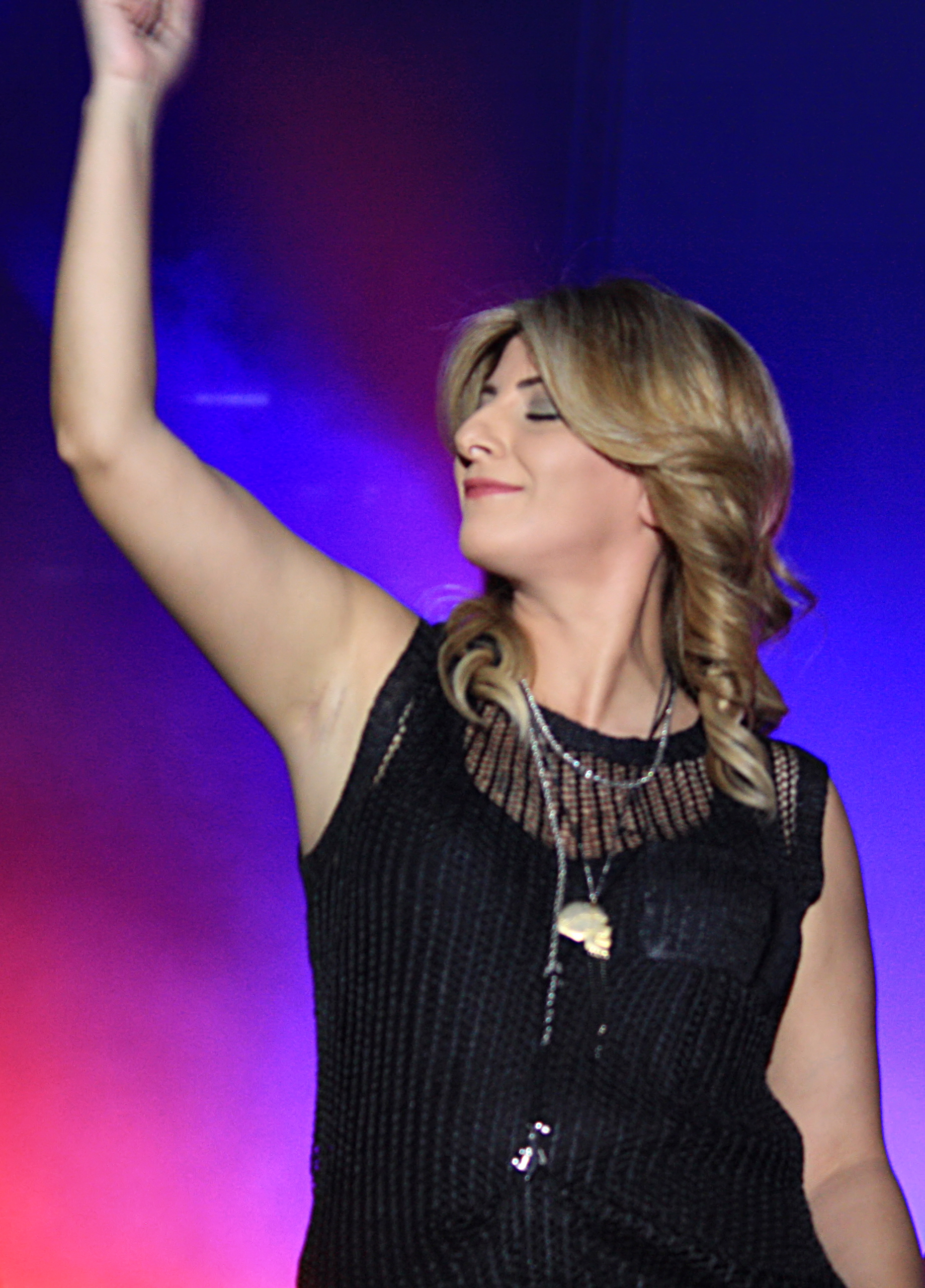
Sarit Hadad

- 1995: "Centelha de Vida" (Nitzots HaChayim) – ניצוץ החיים
- 1996: "Ao Vivo na França" (Hofaa Haya BeTzarfat) – הופעה חיה בצרפת
- 1997: "A Estrada que Eu Escolhi" (HaDerech SheBacharti) – הדרך שבחרתי
- 1997: "Em Árabe" (Shera BeAravit) – שרה בערבית
- 1998: "Lei da Vida" (Chok HaChayim) – חוק החיים
- 1999: "Como Cinderella" (Kmo Cinderella) – כמו סינדרלה
- 1999: "Ao Vivo em Heichal Hatarbut, Tel Aviv" (Hahofaa Heichal Hatarbut) - ההופעה בהיכל התרבות
- 2000: "Fazendo O Que Eu Quero" (Laasot Ma Sheba) – לעשות מה שבא לי
- 2001: "Doces Ilusões" (Ashlayot Metukot) – אשליות מתוקות
- 2002: "Filhos do Amor" (Yalda Shel Ahavah) – ילדה של אהבה
- 2003: "Somente o Amor Trará o Amor" (Rak Ahava Tavi Ahava) – רק אהבה תביא אהבה
- 2004: "Celebração" (Chagigah) - חגיגה
- 2005: "Miss Music (Sra. Musica)" - מיס מיוזיק
- 2006: "Princesa da Alegria (Destinado as Crianças)" - Nesicha Shel Simcha - נסיכה של שמחה
- 2007: "Aquele Que Cuida de Mim" (Ze SheShomer Alay) - זה ששומר עליי
- 2008: "The Beat Collection (As Mais Dançantes)" - HaOsef HaKitsbi - האוסף הקצבי
- 2008: "The Smooth Collection (As Mais Suaves)" - HaOsef HaSheket - האוסף השקט
- 2009: "A Corrida Que É a Vida" (Merotz HaChayim) - מירוץ החיים
- 2010: שרית חדד בקיסריה מרוץ החיים 2009
- 2011: "20" - 20
- 2013: "Dias de Alegria - Parte Um" (Yamim Shel Simcha - Chelek Aleph) - 'ימים של שמחה - חלק א
- 2015: "Sarit Hadad" - autointitulado
- 2017: שרה שרה

## DVDs Gravados

### DVDs
- DVD – The Show (Like Cinderella)
- DVD – In the Temple (Doing What I Want)
- DVD – In Caesarea (Sweet Illusions)
- DVD – Child of Love (in Caesarea)
- DVD – Only Love Will Bring Love (in Caesarea)
- DVD – Celebration (in Caesarea)
- DVD – All the Happy People (in Caesarea)
- DVD – Princess of Joy (For Kids)
- DVD – The Race of Life, Live at Caesarea 2009 (in Caesarea)
- DVD - Once in a Lifetime (in Bloomfield Stadium)

## Posições
Álbum
| Ano  | CD                         | Indicação               | Posição       |
| ---- | -------------------------- | ----------------------- | ------------- |
| 1999 | Like Cindarela             | Israeli Albums Top 20   | 1             |
| 1999 | Live in the Culture Palace | Israeli Albums Top 20   | 9             |
| 2000 | To Do What I Want          | Israeli Albums Top 20   | 3             |
| 2001 | Sweet Illusion             | Israeli Albums Top 20   | 1             |
| 2002 | Child Of Love              | Israeli Albums Top 20   | 1             |
| 2003 | Only Love Will Bring Love  | Israeli Albums Top 20   | 2             |
| 2004 | Celebration                | Israeli Albums Top 20   | 1 (3 semanas) |
| 2004 | Celebration                | MusicaNeto store Top 30 | 1 (2 semanas) |
| 2005 | Miss Music                 | Israeli Albums Top 20   | 1             |
| 2005 | Miss Music                 | MusicaNeto store Top 30 | 8             |